# Diébougou
Diébougou är en provinshuvudstad i Burkina Faso.   Den ligger i provinsen Province de la Bougouriba och regionen Sud-Ouest, i den sydvästra delen av landet, 240 km sydväst om huvudstaden Ouagadougou. Diébougou ligger 290 meter över havet och antalet invånare är 12 732.
Terrängen runt Diébougou är platt, och sluttar österut. Diébougou är det största samhället i trakten.
Omgivningarna runt Diébougou är huvudsakligen savann. Runt Diébougou är det ganska tätbefolkat, med 54 invånare per kvadratkilometer.